# 3a Divisió SS Totenkopf
La 3a Divisió SS Totenkopf fou una de les 38 divisions de les Waffen-SS durant la Segona Guerra Mundial.

## Historial
La Divisió Totenkopf té el seu origen en les unitats creades per a la custòdia dels camps de concentració, les SS-Totenkopfstandarten (literalment «regiments SS de la calavera» — Totenkopf vol dir «calavera») després que el control d'aquests camps hagués passat dels regiments de les SA a les SS el 1934. La inspecció d'aquests camps es va confiar a Theodor Eicke. Es formaren i desplegaren regiments en diversos camps: 
- Standarte I Oberbayern a Dachau.
- Standarte II Brandenburg a Sachsenhausen.
- Standarte III Thüringen a Buchenwald.
- Standarte IV Ostmark a Mauthausen.

Aquests diversos elements es van reagrupar sota el nom de SS-Totenkopfverbände o SS-TV. Eren considerats com de qualitat inferior respecte d'altres unitats SS i eren utilitzats per a operacions de policia. A principis de la Segona Guerra Mundial, al setembre de 1939, durant la campanya de Polònia, els regiments Oberbayern, Brandenburg i Thüringen van ser enviats allí per a acabar amb les últimes bosses de resistència polonesa. A la regió de Bydgoszcz, components de la Brandenburg executaren 800 polonesos sospitosos en dos dies durant el Diumenge sagnant de Bydgoszcz.
Adolf Hitler va acabar per autoritzar el reagrupament dels regiments Totenkopf per a formar, el 16 d'octubre de 1939, una tercera divisió SS, la SS-Totenkopf Division. Mal equipada i amb problemes d'indisciplina i d'insubordinació, acaba per integrar-se al II Exèrcit durant les operacions de la invasió de França el maig de 1940. Un mes més tard, aquesta divisió perpetra una massacre de tiradors senegalesos a Chasselay, al departament de Roine, a França, on posteriorment es va construir un cementiri militar per a acollir les víctimes, el Tata senegalès. Al llarg de tota la Segona Guerra Mundial, la Divisió va rebre 47 Creus de Ferro.

## Denominacions successives
- SS-Totenkopf-Division (a partir del 16 d'octubre de 1939), composta per: 
  - SS-Totenkopf-Infanterie-Regiment 1
  - SS-Totenkopf-Infanterie-Regiment 2
  - SS-Totenkopf-Infanterie-Regiment 3
  - SS-Totenkopf-Artillerie-Regiment 
    - schwere SS-Totenkopf-Artillerie-Abteilung
    - SS-Totenkopf-Aufklärungs-Abteilung
    - SS-Totenkopf-Panzerabwehr-Abteilung
    - SS-Totenkopf-Pionier-Bataillon
    - SS-Totenkopf-Nachrichten-Abteilung

- SS-Panzergrenadier-Division Totenkopf (a partir del 9 de novembre de 1942), composta per: 
  - SS-Panzergrenadier-Regiment 1 Totenkopf
  - SS-Panzergrenadier-Regiment 3 Totenkopf
  - Panzer-Regiment 3 
    - SS-Totenkopf-Sturmgeschütz-Abteilung
    - SS-Totenkopf-Aufklärungs-Abteilung
    - SS-Totenkopf-Kradschützen-Bataillon
    - SS-Totenkopf-Panzerjäger-Abteilung
    - SS-Totenkopf-Pionier-Bataillon
    - SS-Totenkopf-Flak-Abteilung
    - SS-Totenkopf-Nachrichten-Abteilung

- 3. SS-Panzer-Division Totenkopf (a partir del 22 de novembre de 1943), composta per: 
  - SS Panzer-Regiment 3 Totenkopf
  - SS Panzer-Grenadier-Regiment 5 Thule
  - SS Panzer-Grenadier-Regiment 6 Theodor Eicke
  - SS Panzer-Artillerie-Regiment 3 
    - SS Flak-Artillerie-Abteilung 3
    - SS Sturmgeschütz-Abteilung 3
    - SS Panzer-Aufklärungs-Abteilung 3
    - SS Panzerjäger-Abteilung 3
    - SS Panzer-Pionier-Bataillon 3
    - SS Panzer-Nachrichten-Abteilung 3
    - SS Versorgungs-Einheiten 3

## Llista dels caps
| Inici                  | Fi                     | Grau              | Nom                       |
| ---------------------- | ---------------------- | ----------------- | ------------------------- |
| 1 de novembre de 1939  | 7 de juliol de 1941    | Obergruppenführer | Theodor Eicke             |
| 7 de juliol de 1941    | 18 de juliol de 1941   | Obergruppenführer | Matthias Kleinheisterkamp |
| 18 de juliol de 1941   | 19 de setembre de 1941 | Obergruppenführer | Georg Keppler             |
| 19 de setembre de 1941 | 26 de febrer de 1943   | Obergruppenführer | Theodor Eicke             |
| 26 de febrer de 1943   | 27 d'abril de 1943     | Obergruppenführer | Hermann Priess            |
| 27 d'abril de 1943     | 15 de maig de 1943     | Gruppenführer     | Heinz Lammerding          |
| 15 de maig de 1943     | 22 d'octubre de 1943   | Gruppenführer     | Max Simon                 |
| 22 d'octubre de 1943   | 21 de juny de 1944     | Obergruppenführer | Hermann Priess            |
| 21 de juny de 1944     | 8 de maig de 1945      | Brigadeführer     | Hellmuth Becker           |

## Teatre d'operacions
- Batalla de França – maig de 1940
  - Dunkerque
- Operació Barbarroja - 1941-1942
  - Setge de Leningrad
  - Bossa de Demjansk
- Rússia - 1943
  - Batalla de Kursk - Kharkiv
  - Conca del Donets
- Bàltic i Romania - 1944
- Hongria i Àustria - 1945
  - Divisió destruïda a Viena.